# José Ardines
José María „Chepe” Ardines Douglas (ur. 7 sierpnia 1968 w mieście Panama) – panamski piłkarz występujący na pozycji napastnika, reprezentant kraju.
Ardines jest najlepszym strzelcem w historii profesjonalnej ligi panamskiej. W latach 1989–2002 strzelił w niej 197 goli, z czego zdecydowaną większość (191) w barwach klubu AFC Euro Kickers. Sześć razy z rzędu zostawał królem strzelców tych rozgrywek. Należą do niego również rekord strzelonych bramek w jednym sezonie ligi panamskiej (26) oraz rekord strzelonych bramek w jednym meczu ligi panamskiej (11).

## Początki
Ardines pochodzi ze stołecznego miasta Panama. Jest synem José Ardinesa seniora i Lydii Douglas de Ardines. Wychowywał się na osiedlu Villa Lorena. Uczęszczał do szkoły Instituto José Dolores Moscote i tam jako trzynastolatek zaczął trenować piłkę nożną. Jego idolem piłkarskim był Pelé.

## Kariera klubowa

### Euro Kickers
W wieku dwudziestu lat Ardines dołączył do klubu AFC Euro Kickers, występującego w niedawno powstałej profesjonalnej lidze panamskiej – ANAPROF. Zadebiutował w niej 19 marca 1989 w meczu z Deportivo Perú. Strzelił wówczas dwa gole, w tym jednego kilka sekund po rozpoczęciu meczu, uderzeniem z połowy boiska. Szybko został kluczowym piłkarzem drużyny i gwiazdą całych rozgrywek. Rekordowe sześć razy z rzędu wywalczył tytuł króla strzelców ligi panamskiej – w sezonach 1990 (26 goli), 1991 (13 goli), 1992 (20 goli), 1993 (12 goli), 1994/1995 (20 goli) i 1995/1996 (25 goli). Ponadto dwukrotnie – w sezonach 1990 i  1993 – był wybierany najlepszym zawodnikiem ANAPROF. Swojego gola nr 100 w lidze panamskiej strzelił 13 listopada 1994 w meczu z Plazą Amador (1:2) i został pierwszym piłkarzem, który przekroczył w tych rozgrywkach barierę stu bramek. W Euro Kickers stworzył świetny duet atakujących z Neftalím Díazem, kreujący całą grę zespołu; drużyna często była określana w mediach jako „Ardines, Díaz i dziewięciu pozostałych [graczy]”. 
20 grudnia 1997 w ligowym spotkaniu z Ejecutivo Jr. (13:2) Ardines strzelił aż 11 goli, co pozostaje rekordem ligi panamskiej. Mecz miał wyjątkowo niecodzienny przebieg, gdyż drużyna Ejecutivo Jr. wystawiła na boisku zaledwie siedmiu graczy. W 34. minucie spotkanie zostało przedwcześnie zakończone, ponieważ bramkarz Ejecutivo Jr. musiał zejść z boiska z powodu kontuzji i zostawił swoją drużynę w sześcioosobowym składzie.
Ardines występował w barwach Euro Kickers ogółem przez dwanaście lat, zdobywając dla niego 191 ligowych goli. Jego klub był jednym z biedniejszych w lidze; początkowo Ardines dostawał 10 dolarów za wygrany mecz i dopiero później zaczął otrzymywać regularną pensję w wysokości 200 dolarów, a następnie 600 dolarów miesięcznie. Z Euro Kickers wywalczył jedno mistrzostwo (1993) i dwa wicemistrzostwa Panamy (1991, 1996/1997). Podobnie jak większość swoich kolegów z drużyny, na początku lat 90. występował także w reprezentacji stołecznej uczelni Universidad de Panamá, z którą w 1991 roku wywalczył uniwersyteckie mistrzostwo Ameryki Środkowej (Juegos Centroamericanos Universitarios).

### Pozostałe kluby
Ardines dwukrotnie próbował swoich sił w klubach zagranicznych z silniejszych lig, jednak bez powodzenia. Przebywał na piętnastodniowych testach w czołowym urugwajskim klubie Club Nacional de Football, gdzie występowali jego rodacy Julio César Dely Valdés i Jorge Dely Valdés. Nie zaproponowano mu jednak kontraktu. W październiku 1991 podpisał natomiast dwumiesięczną umowę z zespołem CD Marathón z Hondurasu, później przedłużoną o kolejne dwa miesiące (do lutego 1992). Klub ten zatrudnił go dzięki udanemu występowi w uniwersyteckich mistrzostwach Ameryki Środkowej. W ekipie z miasta San Pedro Sula nie strzelił jednak żadnego gola w lidze honduraskiej. Pomimo bardzo dobrej gry na treningach jako napastnik, w lidze był wystawiany głównie na nienaturalnej dla siebie pozycji skrzydłowego.
W 2001 roku Ardines odszedł z Euro Kickers, bezpośrednio po spadku klubu do drugiej ligi. Następnie spędził po pół roku w klubach San Francisco FC (cztery gole) i Alianza FC (dwa gole). Z San Francisco wywalczył trzecie w swojej karierze wicemistrzostwo Panamy (Apertura 2001), ponownie grając u boku Neftalíego Díaza. Karierę zakończył w wieku 34 lat jako zawodnik drugoligowego AD Orión.
Ardines jest najlepszym strzelcem w historii profesjonalnej ligi panamskiej. W latach 1989–2002 strzelił w niej 197 goli. Należy do niego również rekord strzelonych bramek w jednym sezonie ligi panamskiej (26).

## Kariera reprezentacyjna
Ardines rozegrał kilka towarzyskich spotkań w reprezentacji Panamy. Były to m.in. dwa mecze z Hondurasem (0:4, 0:4) w czerwcu 1992 (za kadencji selekcjonera Gustavo de Simone) czy z Trynidadem i Tobago (1:0) w lipcu 1996 (za kadencji Césara Maturany). Zdobywał pojedyncze gole w meczach towarzyskich, lecz nigdy nie wystąpił w eliminacjach do mistrzostw świata.
Powodem jego skromnego dorobku w drużynie narodowej była wielka konkurencja ze strony napastników takich jak bliźniacy Julio César Dely Valdés i Jorge Dely Valdés, Rommel Fernández czy Víctor René Mendieta, odnoszących spore sukcesy w ligach zagranicznych.

## Osiągnięcia
Euro Kickers
- mistrzostwo Panamy (1): 1993
- wicemistrzostwo Panamy (2): 1991, 1996/1997

San Francisco
- wicemistrzostwo Panamy (1): Apertura 2001

Indywidualne
- najlepszy piłkarz ANAPROF (2): 1990, 1993
- król strzelców ANAPROF (6): 1990, 1991, 1992, 1993, 1994/1995, 1995/1996

## Styl gry
Ardines był opisywany jako szybki, zwinny i opanowany napastnik, potrafiący bardzo dobrze ocenić sytuację na boisku i wykorzystywać błędy przeciwnika. Dysponował świetnym wykończeniem i mocnym strzałem. Jak sam przyznawał, był zarazem piłkarzem przeciętnie uzdolnionym technicznie.
Zwykle nie celebrował swoich goli.

## Życie prywatne
Ardines jest żonaty z Itzel, posiada trójkę dzieci – synów Anthony’ego i Arthura oraz córkę Arline.
Jako czynny zawodnik studiował na kierunku rachunkowości. Po zakończeniu kariery pracował w Ministerstwie Rozwoju Społecznego jako księgowy. W czasie wolnym występował w lokalnej lidze oldbojów, gdzie regularnie zdobywał tytuły króla strzelców.